# Ibn al-Faradi
Abu l-Walid 'Abdallah ibn ul-Faradi, más conocido como Ibn al-Faradi (Córdoba, 23 de diciembre de 962-íd. 20 de abril de 1013), fue un historiador andalusí.
Nacido en Córdoba, estudió Derecho y tradición islámica. En 992 peregrinó a La Meca pasando por Egipto y Kairuán donde realizó estudios. Tras su regreso, en 1009 se convirtió en cadí en Valencia. Acumuló una de las mejores bibliotecas de Al Ándalus y fue asesinado en Córdoba cuando los bereberes tomaron la ciudad. 

## Obras
Su principal obra es Ta˒rīḫ ˓ulamā˒ al-Andalus o Taʾrīkh ʿulamāʾ al-Andalus y que se puede traducir por Historia de los sabios de al-Ándalus, fue editada por Francisco Codera Zaidín en Madrid en 1891 y 1892.  El autor lo describe como una compilación de ulemas (ulamās), de muḥaddithūn o de los más rigurosos investigadores de al-Andalus, resumidos y ordenados alfabéticamente.
También escribió una Historia de los poetas de al-Ándalus, que no ha llegado hasta nosotros.